# Oliva drangai
Oliva drangai is een slakkensoort uit de familie van de Olividae. De wetenschappelijke naam van de soort is voor het eerst geldig gepubliceerd in 1951 door Schwengel.